# Разхаја
Разхаја (арап. راشيا) је град Либану у гувернорату Бека. Према процени из 2005. у граду је живело 11 288 становника.